# Communauté de communes de la Vallée de Saint-Amarin
La Communauté de communes de la Vallée de Saint-Amarin (CCVSA) est une communauté de communes française, située dans le département du Haut-Rhin et la région Grand Est qui regroupe des communes de la partie haute de la vallée de la Thur. L'intégralité des communes composant l'intercommunalité fait partie de la zone d'emploi de Mulhouse.
À l'origine exclusivement agricole, le territoire bénéficie à partir du XVIIIe siècle de la révolution industrielle qui touche la République de Mulhouse, puis la commune de Mulhouse devenue française, alors surnommée le « Manchester français ». Les industriels mulhousiens profitent de la force motrice de la Thur pour y établir diverses usines. La haute vallée se développe et une ligne de chemin de fer la relie à Mulhouse à partir de 1863. Elle continue à prospérer jusqu'à la crise industrielle de la deuxième moitié du XXe siècle qui frappe lourdement son tissu économique. Les fermetures d'usines et délocalisations se multiplient alors tandis que d'autres entreprises sont contraintes de réduire leur activité. Offrant moins d'emplois, les communes perdent alors des habitants. Le territoire perd à nouveau 7% de sa population entre 2008 et 2019, ce qui fait du renforcement de son attractivité un enjeu majeur afin d'enrayer ce déclin démographique et le projet de la communauté de communes s'inscrit dans ce contexte.
Le Massif des Vosges, inscrit au titre de la loi du 2 mai 1930, regroupe 14 Schéma de cohérence territoriale (SCOT) qui ont tout ou partie de leur territoire sur le périmètre du massif des Vosges. 

## Histoire
La haute vallée de la Thur s'industrialise à la suite du développement industriel de Mulhouse. À la suite d'une demande de Monsieur Nicolas Kœchlin, la ligne de chemin de fer de Mulhouse à Thann est déclarée d'utilité publique et lui est concédée par une loi du 17 juillet 1837. Elle est alors la troisième ligne de chemin de fer de France à avoir été ouverte au trafic passager. La Société anonyme du chemin de fer de Mulhouse à Thann est constituée par un acte signé les 3, 5 et 10 juillet 1852. Elle est autorisée par un décret le 30 juillet suivant.
Le 19 mai 1855, la Société anonyme du chemin de fer de Mulhouse à Thann signe avec la Compagnie des chemins de fer de l'Est un traité de fusion. C'est cette dernière qui sera chargée à laquelle est concédée la section entre Thann et Wesserling par une convention signée les 24 juillet 1858 et 11 juin 1859. Cette convention est approuvée par décret impérial le 11 juin 1859. Cette section a été ouverte le 25 novembre 1863. La section de Wesserling à Kruth est mise en service le 2 janvier 1905 par la Direction générale impériale des chemins de fer d'Alsace-Lorraine.

## Composition
La communauté de communes est composée des 15 communes suivantes :

| Nom                  | Code Insee | Gentilé                     | Superficie (km2) | Population (dernière pop. légale) | Densité (hab./km2) |
| -------------------- | ---------- | --------------------------- | ---------------- | --------------------------------- | ------------------ |
| Saint-Amarin (siège) | 68292      | Saint-Amarinois             | 11,61            | 2 184 (2022)                      | 188                |
| Fellering            | 68089      | Felleringeois               | 21,29            | 1 585 (2022)                      | 74                 |
| Geishouse            | 68102      | Geishousois                 | 7,28             | 429 (2022)                        | 59                 |
| Goldbach-Altenbach   | 68106      | Goldbachois et Altenbachois | 9,14             | 268 (2022)                        | 29                 |
| Husseren-Wesserling  | 68151      |                             | 5,09             | 1 032 (2022)                      | 203                |
| Kruth                | 68171      | Kruthois                    | 22,06            | 883 (2022)                        | 40                 |
| Malmerspach          | 68199      | Malmerspachois              | 2,66             | 484 (2022)                        | 182                |
| Mitzach              | 68211      | Mitzachois                  | 6,41             | 377 (2022)                        | 59                 |
| Mollau               | 68213      | Mollauviens                 | 8,82             | 334 (2022)                        | 38                 |
| Moosch               | 68217      | Mooschois                   | 15,25            | 1 612 (2022)                      | 106                |
| Oderen               | 68247      | Oderinois                   | 19,12            | 1 229 (2022)                      | 64                 |
| Ranspach             | 68262      | Ranspachois                 | 11,4             | 778 (2022)                        | 68                 |
| Storckensohn         | 68328      |                             | 5,1              | 187 (2022)                        | 37                 |
| Urbès                | 68344      |                             | 12,68            | 437 (2022)                        | 34                 |
| Wildenstein          | 68370      | Wildensteinois              | 9,86             | 157 (2022)                        | 16                 |

## Démographie
| 1968   | 1999   | 2008   | 2013   | 2014   | 2019   |
| ------ | ------ | ------ | ------ | ------ | ------ |
| 13 075 | 13 137 | 13 219 | 12 734 | 12 629 | 12 283 |

## Transports
La communauté de communes est devenue autorité organisatrice de la mobilité (AOM).

### Impact énergétique et climatique

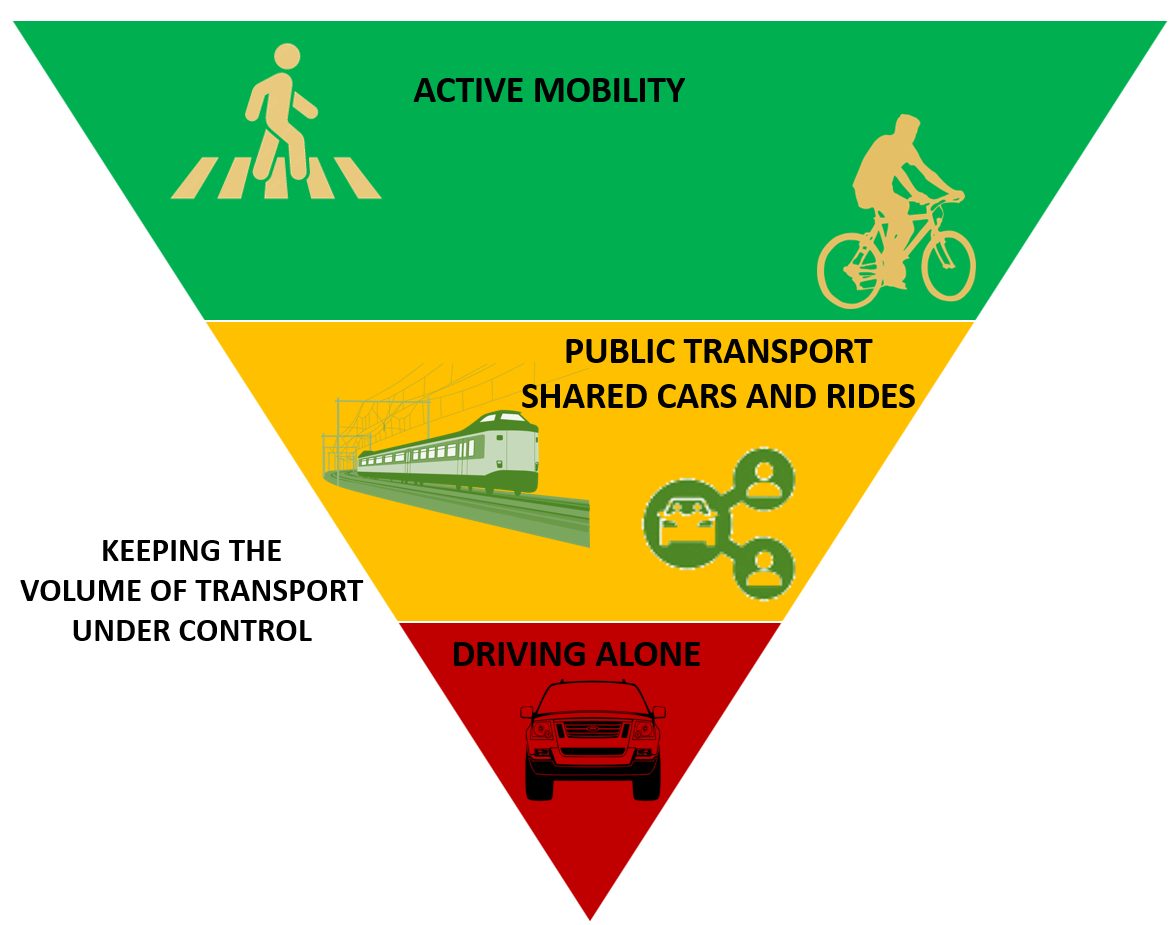
Pyramide de la mobilité, proposée par le projet européen Share North.

| -                              | Transports routiers | Autres transports |
| ------------------------------ | ------------------- | ----------------- |
| Carburant (GWh)                | 63                  | 1                 |
| Électricité (GWh)              | 0                   | 0                 |
| Gaz à effet de serre (ktéqCO2) | 16                  | 0                 |

## Énergie et climat
Dans le cadre du schéma régional d'aménagement, de développement durable et d'égalité des territoires (SRADDET) du Grand Est, ATMO Grand Est tient à jour les statistiques énergétiques  des établissements publics de coopération intercommunale de la collectivité européenne d'Alsace sous forme de diagramme de flux.
L'énergie finale annuelle, consommée en 2020, est exprimée en gigawatts-heures,.
| -                          | GWh |
| -------------------------- | --- |
| Électricité                | 55  |
| Carburants ou combustibles | 223 |
| Chaleur primaire           | 13  |

L'énergie produite en 2020 est également exprimée en gigawatts-heures.
| -                          | GWh |
| -------------------------- | --- |
| Électricité                | 0   |
| Carburants ou combustibles | 198 |
| Chaleur primaire           | 13  |

Les gaz à effet de serre sont exprimés en kilotonnes équivalent CO2.
| -                     | ktéqCO2 |
| --------------------- | ------- |
| Liées à l'énergie     | 42      |
| Non liées à l'énergie | 5       |